# Janice Rankin
Janice Rankin, född den 8 februari 1972 i Inverness, Storbritannien, är en brittisk curlingspelare.
Hon tog OS-guld i damernas curlingturnering i samband med de olympiska curlingtävlingarna 2002 i Salt Lake City.